# James Hill (filozof)
James William Harold Hill (* 16. května 1964 u Godalmingu) je český filozof britského původu.

## Život
Studoval v Oxfordu, pak v Ženevě. Roku 2002 obdržel doktorát na Londýnské univerzitě za disertační práci o kritice mechanismu u Johna Lockea. Od začátku 90. let bydlí v Česku. V současné době je docentem na Filozofické fakultě Univerzity Karlovy v Praze a vědeckým pracovníkem Filozofického ústavu AV ČR v Praze. Habilitoval se na FF UK v 2012 roce. Ačkoliv James Hill není rodilý mluvčí češtiny, svou habilitační přednášku přednesl "kultivovanou češtinou, přesvědčivě a s přehledem".
Dlouhodobě se věnuje raně novověké filozofii, především Lockovi a René Descartovi, o kterých publikoval své práce. Na podzim 2006 zúčastnil Mezinárodního sympozia pro filozofii Berkeleyho, kde měl přednášku “Was Berkeley Really an Empiricist?” Zabývá se také současnou filozofií mysli. V roce 2012 vyšla jeho monografie "Descartes and the Doubting Mind" (Continuum). Od 2015 je šéfredaktorem Filosofického časopisu.

## Osobní život
Je ženatý, má syna a dceru. Manželka Anna Hillová získala pedagogické vzdělání v Krasnodaru.

## Výběr z bibliografie
Knihy
- HILL, James. Descartes and the Doubting Mind. 1. vyd. [s.l.]: Continuum (en), 2012. 176 s. ISBN 978-1-4411-3203-1. (anglicky)

Články v češtině
- HILL, James. George Berkeley. Průvodce po jeho filosofii. Příprava vydání Petr Glombíček, James Hill; Přeložila Evá Modrá. 1. vyd. Praha: Filosofia, 2009. 360 s. ISBN 978-80-7007-277-6. Kapitola Byl Berkeley skutečně empirista?, s. 35–66. Soubor esejů.
- HILL, James. Des cartes na téma cogitare: Odpověď profesoru Sobotkovi. Reflexe. 2007, čís. 33, s. 91–96. ISSN 0862-6901.
- HILL, James. Primární kvality, sekundární kvality a princip impulsu. Filosofický časopis. 2005, roč. 53, čís. 2, s. 291–299.
- Hill, J. ‘Cogitare u Descarta: odpověď Tomáši Marvanovi'. V: Fiala, Jiří; Polák, Michal. René Descartes - Scientia & Conscientia : sborník příspěvků z konference katedry filozofie Filozofické fakulty ZČU. Plzeň: Západočeská univerzita, 2005: 84-99.
- Co znamená v Descartově druhé meditaci „myslet“ („cogitare“)[6]. Filosofický časopis. 2003, roč. 51, čís. 5.
- Humův naturalismus ve 'Zkoumání lidského rozumu'. Filosofický časopis. 1999, roč. 47, čís. 4, s. 545–558.

Články v angličtině
- The Synthesis of Empiricism and Innatism in Berkeley’s Doctrine of Notions. Berkeley Studies. 2010, roč. 21, s. 3–15. Dostupné v archivu pořízeném dne 2011-08-13. Archivováno 13. 8. 2011 na Wayback Machine.
- Concepts of secondary qualities. Organon F. 1998 (príloha): s. 91-98

Recenze a diskuse
- HILL, James; ATHERTONOVÁ, Margaret. Jsou židle stále židlemi, i když u toho nejsme? O Berkeleym, empirismu a ženách v novověké filosofii (Rozhovor). Reflexe. 2007, čís. 32, s. 93–103. ISSN 0862-6901.
- HILL, J. Review of Daniel Dennett, Sweet Dreams: Philosophical Obstacles to a Science of Consciousness. Filosofický časopis. 2006, roč. 54, čís. 3, s. 475–6.
- HILL, James. “The Notion of Spirit in Berkeley’s Three Dialogues” // International Berkeley Conference. The 300th Anniversary of the Publication of Three Dialogues between Hylas and Philonous. Collegium Maius, Jagiellonian University, Kraków, Poland. 19-22 August 2013.
- HILL, James. "'I do not perceive it as I perceive a triangle, a colour, or a sound': Knowledge of the Self in the Three Dialogues" // April 4-6, 2014, International Berkeley Conference: The Three Dialogues between Hylas and Philonous, Trinity College, Ireland.